# Aš-Šabab FC (Rijád)
Aš-Šabab Football Club (arabsky: نادي الشباب) je saúdskoarabský fotbalový klub z Rijádu, který v současnosti hraje saúdskou nejvyšší ligu Saudi Pro League. Klub byl založen v roce 1947. Stadionem klubu je King Fahd Stadium s kapacitou 62 685 míst.

## Úspěchy
- Saúdská liga (6): 1990–91, 1991–92, 1992–93, 2003–04, 2005–06, 2011–12
- Asijský pohár vítězů pohárů (1): 2001
- Arab Champions League (2): 1992, 1999